# Spes Volley Conegliano 2009-2010
Questa voce raccoglie le informazioni riguardanti la Spes Volley Conegliano nelle competizioni ufficiali della stagione 2009-2010.

## Organigramma societario
Area direttiva
- Presidente: Giovanni Lucchetta

Area tecnica
- Allenatore: Mario Regulo Martínez (fino al 19 gennaio 2010), Pierluigi Lucchetta (dal 19 gennaio 2010)
- Allenatore in seconda: Eduardo Romero (fino al 19 gennaio 2010), Fabrizio Della Libera (dal 19 gennaio 2010)
- Scout man: Andrea Sacchetta

Area sanitaria
- Medico: Fabrizio Carnielli
- Preparatore atletico: Eduardo Romero (fino al 19 gennaio 2010)
- Fisioterapista: Denjs Balbo

## Rosa
| N° | Nome                | Ruolo | Data di nascita   | Nazionalità sportiva |
| -- | ------------------- | ----- | ----------------- | -------------------- |
| 2  | Jovana Brakočević   | O     | 5 marzo 1988      | Serbia               |
| 3  | Simona Ghisellini   | P     | 20 gennaio 1974   | Italia               |
| 4  | Makare Desilets     | C     | 26 giugno 1976    | Stati Uniti          |
| 7  | Francesca Marcon    | S     | 9 luglio 1983     | Italia               |
| 8  | Luciana do Carmo    | S     | 13 luglio 1979    | Brasile              |
| 9  | Elisa Manzano       | C     | 18 gennaio 1985   | Italia               |
| 10 | Sarah Pavan         | S     | 10 agosto 1986    | Canada               |
| 11 | Linda Martinuzzo    | C     | 10 ottobre 1992   | Italia               |
| 12 | Carla Rossetto      | L     | 20 dicembre 1984  | Italia               |
| 13 | Rachele Sangiuliano | P     | 23 giugno 1981    | Italia               |
| 15 | Stefania Positello  | C     | 25 febbraio 1984  | Italia               |
| 17 | Carlotta Daminato   | L     | 2 maggio 1993     | Italia               |
| 18 | Giada Benazzi       | S     | 18 settembre 1992 | Italia               |